# アントニオ・フィガーリ
アントニオ・フィガーリ（Antonio Bey Figari、1804年5月16日 – 1870年11月8日）は、イタリアの薬剤師、博物学者である。ムハンマド・アリー朝のエジプトで働いた。
ジェノヴァで生まれた。ジェノヴァ大学で薬学を学んだ後、エジプトに渡り、アレキサンドリアで仕事を見つけた。1829年にカイロのフランス軍の病院の監督者として雇われた。カイロでは1833年から医学校で植物学を教え、医学校の研究所の所長を務めた。1839年にエジプトの薬局検査官に任じられた。この間多くの博物標本を集め、ジェノヴァ大学の植物学者、ドメニコ・ヴィヴィアーニ（Domenico Viviani）に植物を送った。その後、ジェノヴァ大学植物園長のジュゼッペ・デ・ノタリス（Giuseppe De Notaris）にも植物を送った。
1844年にエジプトの為政者、ムハンマド・アリーとアッバース・パシャの依頼で、有用鉱物や石炭の探査のために、エジプト、アナトリア、アラビア砂漠を調査した。この間さらに多くの植物コレクションを作り、フィレンツェの標本館に送った。デ・ノタリスと共同で多くのイネ科の植物を記載した。
ヴィヴィアーニによって、フィガーリに因んで、ネウラダ科(Neuradaceae)の属名、Figaraeaが命名された.。

## 著作 および関連出版物
- Agrostographiae Aegyptiacae fragmenta, 1853 (Giuseppe De Notarisと共著)
- Nuovi materiali per l'algologia del Mar Rosso, 1853 (Giuseppe De Notarisと共著) - （英訳タイトル）New phycology|algological material from the Red Sea.
- Fragmenta florulae Aethiopico-Aegyptiacae ex plantis praecipue ab. Antonio Figari, 1854 (Philip Barker Webb著).
- Plantarum in Mari Rubro hucusque collectarum, 1858 (Giovanni Zanardiniと共著).
- Studii scientifici sull'Egitto e sue adiacenze, compresa la penisola dell'Arabia Petrea, 1864 - （英訳タイトル）Scientific study in Egypt and its surroundings, including the peninsula of Arabia Petraea.[3]
- L'exploration scientifique de l'Egypte sous le régne de Mohammed Ali, 1896 (Albert Deflers著) - （英訳タイトル）Scientific exploration of Egypt during the reign of Mohammed Ali.[4]